# スーパーバラバラ大作戦
『スーパーバラバラ大作戦』（スーパーバラバラだいさくせん）は、テレビ朝日で2022年（令和4年）4月4日から設定されている平日深夜のオムニバスバラエティ番組枠。

## 概要
これまでテレビ朝日は2002年（平成14年）4月改編から20年間、『ネオバラエティ』・『ネオバラエティ2』として深夜から未明にかけてバラエティ番組を放送してきたが、2022年4月改編で月曜から水曜に限って『バラバラ大作戦』をスケールアップさせた新しいバラエティ放送枠が設定した。従来の「バラバラ大作戦」枠も継続となる。
この放送枠は、23時15分から翌0時45分の放送枠に30分番組を3本並べて編成し、従来ネオバラエティで放送した『激レアさん』、『ロンドンハーツ』とネオバラエティ2で放送した『まさかのルールはなぜできた!? 作画プレゼン!刺さルール』、『キョコロヒー』に加え、『有吉クイズ』、『かまいガチ』を編成し、『お笑い実力刃』を『証言者バラエティ アンタウォッチマン!』に刷新した上で編成する。残り2番組は「バラバラ大作戦」で放送している14の番組から、視聴者による投票と番組スタッフによる投票で「一番面白い番組」を選出する第3回「バラバラ大選挙」によって、『ハマスカ放送部』と『NEWニューヨーク』がこの放送枠に編成された。『激レアさん』と『ロンドンハーツ』は当放送枠新設に伴い放送時間がこれまでの1時間から30分に短縮する。新聞ラテ欄やEPG番組表に「スーパーバラバラ大作戦」の記載がされないが、各番組のオープニング明けやCM明けでロゴが数秒表示される。
前番組同様、第1部と第2部はネットワークセールス枠で、第1部前半はローカルスポンサー、第1部後半と第2部はナショナルスポンサー、第3部は全編ローカルセールス枠となる。朝日放送テレビは1部・2部の時間帯にローカルの帯バラエティ枠『ナイトinナイト』を放送して当該時間帯の番組は同番組の終了後に時差ネットし、3部の番組は関西地区はさらに遅れてネットもしくは非ネットとなる。毎年8月の『熱闘甲子園』（朝日放送→朝日放送テレビ・テレビ朝日共同制作）が放送される時期は、30分繰り下げて放送となるが、全試合順延となった場合と、3回戦2日目・準々決勝・準決勝の翌日の休養日は30分繰り上げとなり通常と同じ編成となる。2023年までは、7月第3日曜日にかかる週末の全英オープンゴルフ、8月第1週にかかる週末の全英女子オープンゴルフ、各々の開催日は一部番組が休止した。2023年7月は、2023年世界水泳選手権（福岡県各地）のうちアーティスティックスイミングはディレイ放送で深夜に中継して、全英オープン開催日とほぼ同様に対応した。
2024年4月度の改編は、水曜の第3部を除いて終了番組・枠移動番組ともになし、第1部と第2部のネットワークセールス枠は無改編となり、全曜日とも継続となっている。その次の2024年10月度でも、番組の入れ替えは火曜の第3部のみで、あとは継続となっている。
毎月第4週は、第3部の時間帯に『tver asahi』（2023年9月まで『ネオバズ』）（テレビ朝日以外の非放送地域では全編ローカルの別番組）が放送され、月 - 水曜の各番組は休止となっていたが、2024年4月 - 9月までは水曜版、2024年10月以降は火曜日版に限り休止はなくなっている。
2024年10月改編にて火・水曜第3部（いずれも翌日未明）の時間帯が1時間以上の番組に変更されたが、公式サイトでは引き続き本枠として扱われている。しかし、第1部・第2部を含めて『スーパーバラバラ大作戦』として番組宣伝が行われることは殆ど無くなっている。
2025年4月の改編では放送形態は維持され、CM明けのロゴの表示や公式Xにも枠名の記載は残っているものの、公式サイトの番組説明欄は「バラバラ大作戦」内にのみ記載され、Xも本枠関連の内容がポストされなくなっているなど実態としては枠名はほとんど使われていない。

## 2025年4月時点での番組
先述の通り枠名はほぼ使われていないが、枠の去就についての公式な見解は発表されていないため便宜上記載する。
| 放送枠                   | 月曜日                                                                                  | 火曜日                                                | 水曜日 |
| ------------------------ | --------------------------------------------------------------------------------------- | ----------------------------------------------------- | --- |
| 第1部 （23:15 - 23:45）  | 激レアさんを連れてきた。 出演 若林正恭（オードリー） 弘中綾香（テレビ朝日アナウンサー） | ロンドンハーツ 出演 田村淳 田村亮                     | かまいガチ 出演 かまいたち |
| 第2部 （23:45 - 翌0:15） | くりぃむナンタラ 出演 くりぃむしちゅー                                                  | キョコロヒー 出演 齊藤京子 ヒコロヒー                 | IMAnimation W ※アニメ枠 |
| 第3部                    | ハマスカ放送部 出演 ハマ・オカモト（OKAMOTO'S） 齋藤飛鳥 （0:15 - 0:45）                | 夫が寝たあとに 出演 藤本美貴 横澤夏子 （0:15 - 1:15） | ガリベンチャーV 出演 小峠英二（バイきんぐ） 渡辺瑠海（テレビ朝日アナウンサー） 錦鯉 電脳少女シロ（バーチャルYouTuber） （0:15 - 1:20） |

## 番組の変遷
番組の説明は各項目を参照。

### 月曜日
| 放送期間 | 放送期間 | 第1部 （23:15 - 23:45）  | 第2部 （23:45 - 翌0:15）             | 第3部 （0:15 - 0:45） |
| -------- | -------- | ------------------------ | ------------------------------------ | --------------------- |
| 2022.4   | 2022.9   | 激レアさんを連れてきた。 | 証言者バラエティ アンタウォッチマン! | ハマスカ放送部        |
| 2022.10  | 2025.3   | 激レアさんを連れてきた。 | キョコロヒー                         | ハマスカ放送部        |
| 2025.4   |          | 激レアさんを連れてきた。 | くりぃむナンタラ                     | ハマスカ放送部        |

### 火曜日
| 放送期間 | 放送期間 | 第1部 （23:15 - 23:45） | 第2部 （23:45 - 翌0:15）             | 第3部 （0:15 - 0:45）  |
| -------- | -------- | ----------------------- | ------------------------------------ | ---------------------- |
| 2022.4   | 2022.9   | ロンドンハーツ          | 有吉クイズ                           | 爆問×伯山の刺さルール! |
| 2022.10  | 2023.9   | ロンドンハーツ          | 証言者バラエティ アンタウォッチマン! | 爆問×伯山の刺さルール! |
| 2023.10  | 2024.9   | ロンドンハーツ          | 証言者バラエティ アンタウォッチマン! | イワクラと吉住の番組   |
| 2024.10  | 2025.3   | ロンドンハーツ          | 証言者バラエティ アンタウォッチマン! | 夫が寝たあとに ※60分枠 |
| 2025.4   |          | ロンドンハーツ          | キョコロヒー                         | 夫が寝たあとに ※60分枠 |

### 水曜日
| 放送期間 | 放送期間 | 第1部 （23:15 - 23:45） | 第2部 （23:45 - 翌0:15） | 第3部 （0:15 - 0:45）                                    |
| -------- | -------- | ----------------------- | ------------------------ | -------------------------------------------------------- |
| 2022.4   | 2022.9   | かまいガチ              | NEWニューヨーク          | キョコロヒー                                             |
| 2022.10  | 2023.3   | かまいガチ              | NEWニューヨーク          | トゲトゲTV                                               |
| 2023.4   | 2023.9   | かまいガチ              | くりぃむナンタラ         | トゲトゲTV                                               |
| 2023.10  | 2024.3   | かまいガチ              | くりぃむナンタラ         | チョコプランナー                                         |
| 2024.4   | 2024.9   | かまいガチ              | くりぃむナンタラ         | 君とゆきて咲く〜新選組青春録〜 ※ドラマ枠『シン・時代劇』 |
| 2024.10  | 2025.3   | かまいガチ              | くりぃむナンタラ         | ガリベンチャーV ※65分枠                                  |
| 2025.4   |          | かまいガチ              | IMAnimation W ※アニメ枠  | ガリベンチャーV ※65分枠                                  |

## 枠移動

### 本枠内での移動
- 証言者バラエティ アンタウォッチマン! - 2022年10月に月曜第2部から火曜第2部に移動。
- キョコロヒー - 2022年10月に水曜第3部（ローカルセールス枠）から月曜第2部（ネットワークセールス枠）に移動、2025年4月に月曜第2部から火曜第2部に移動。
- くりぃむナンタラ - 2025年4月に水曜第2部から月曜第2部に移動。

### 『バラバラ大作戦』枠から
- ハマスカ放送部 - 本枠設置時に木曜第2部から移動。
- NEWニューヨーク - 本枠設置時に木曜第1部から移動。
- トゲトゲTV - 2022年10月に月曜2部から改題・移動。
- イワクラと吉住の番組 - 2023年10月に火曜第2部から移動[8]。
- チョコプランナー - 2023年10月に月曜第2部から移動[8]。

### 『ネオバラエティ』関連枠から
- 激レアさんを連れてきた。 - 本枠設置時に月曜ネオバラエティ枠から30分短縮の上で本枠に組み込み。
- 証言者バラエティ アンタウォッチマン! - 本枠設置時に『お笑い実力刃』から改題し、水曜ネオバラエティ枠から移動、30分短縮の上で本枠に組み込み。
- ロンドンハーツ - 本枠設置時に火曜ネオバラエティ枠から30分短縮の上で本枠に組み込み。
- 有吉クイズ - 本枠設置時に月曜ネオバラエティ2枠（ローカルセールス枠）から移動。
- かまいガチ - 本枠設置時に木曜ネオバラエティ2枠（ローカルセールス枠）から移動。

### その他
- 有吉クイズ - 2022年10月に火曜20時台、2023年4月に日曜深夜枠に移動。
- くりぃむナンタラ - 2023年4月に日曜22時台から移動、30分に短縮。
- チョコプランナー - 2024年4月に日曜23:55枠に移動。
- 夫が寝たあとに - 2024年10月に日曜0:30枠から移動、60分に拡大。

## ネット局

### 第1部・第2部
テレビ朝日系列（フルネット局）23局が全曜日同時ネット（朝日放送テレビは同時間帯ローカル枠の為全曜日時差ネット）。
| 放送対象地域   | 放送局                        | 系列           | 放送日時                                                              | 遅れ          | 備考       |
| -------------- | ----------------------------- | -------------- | --------------------------------------------------------------------- | ------------- | ---------- |
| 関東広域圏     | テレビ朝日（EX）              | テレビ朝日系列 | 第1部 月 - 水曜 23:15 - 23:45 第2部 月 - 水曜 23:45 - 翌0:15          | 制作局        | 制作局     |
| 北海道         | 北海道テレビ（HTB）           | テレビ朝日系列 | 第1部 月 - 水曜 23:15 - 23:45 第2部 月 - 水曜 23:45 - 翌0:15          | 同時ネット    | 同時ネット |
| 青森県         | 青森朝日放送（ABA）           | テレビ朝日系列 | 第1部 月 - 水曜 23:15 - 23:45 第2部 月 - 水曜 23:45 - 翌0:15          | 同時ネット    | 同時ネット |
| 岩手県         | 岩手朝日テレビ（IAT）         | テレビ朝日系列 | 第1部 月 - 水曜 23:15 - 23:45 第2部 月 - 水曜 23:45 - 翌0:15          | 同時ネット    | 同時ネット |
| 宮城県         | 東日本放送（khb）             | テレビ朝日系列 | 第1部 月 - 水曜 23:15 - 23:45 第2部 月 - 水曜 23:45 - 翌0:15          | 同時ネット    | 同時ネット |
| 秋田県         | 秋田朝日放送（AAB）           | テレビ朝日系列 | 第1部 月 - 水曜 23:15 - 23:45 第2部 月 - 水曜 23:45 - 翌0:15          | 同時ネット    | 同時ネット |
| 山形県         | 山形テレビ（YTS）             | テレビ朝日系列 | 第1部 月 - 水曜 23:15 - 23:45 第2部 月 - 水曜 23:45 - 翌0:15          | 同時ネット    | 同時ネット |
| 福島県         | 福島放送（KFB）               | テレビ朝日系列 | 第1部 月 - 水曜 23:15 - 23:45 第2部 月 - 水曜 23:45 - 翌0:15          | 同時ネット    | 同時ネット |
| 新潟県         | 新潟テレビ21（UX）            | テレビ朝日系列 | 第1部 月 - 水曜 23:15 - 23:45 第2部 月 - 水曜 23:45 - 翌0:15          | 同時ネット    | 同時ネット |
| 長野県         | 長野朝日放送（abn）           | テレビ朝日系列 | 第1部 月 - 水曜 23:15 - 23:45 第2部 月 - 水曜 23:45 - 翌0:15          | 同時ネット    | 同時ネット |
| 静岡県         | 静岡朝日テレビ（SATV）        | テレビ朝日系列 | 第1部 月 - 水曜 23:15 - 23:45 第2部 月 - 水曜 23:45 - 翌0:15          | 同時ネット    | 同時ネット |
| 石川県         | 北陸朝日放送（HAB）           | テレビ朝日系列 | 第1部 月 - 水曜 23:15 - 23:45 第2部 月 - 水曜 23:45 - 翌0:15          | 同時ネット    | 同時ネット |
| 中京広域圏     | 名古屋テレビ （メ〜テレ/NBN） | テレビ朝日系列 | 第1部 月 - 水曜 23:15 - 23:45 第2部 月 - 水曜 23:45 - 翌0:15          | 同時ネット    | 同時ネット |
| 広島県         | 広島ホームテレビ（HOME）      | テレビ朝日系列 | 第1部 月 - 水曜 23:15 - 23:45 第2部 月 - 水曜 23:45 - 翌0:15          | 同時ネット    | 同時ネット |
| 山口県         | 山口朝日放送（yab）           | テレビ朝日系列 | 第1部 月 - 水曜 23:15 - 23:45 第2部 月 - 水曜 23:45 - 翌0:15          | 同時ネット    | 同時ネット |
| 香川県・岡山県 | 瀬戸内海放送（KSB）           | テレビ朝日系列 | 第1部 月 - 水曜 23:15 - 23:45 第2部 月 - 水曜 23:45 - 翌0:15          | 同時ネット    | 同時ネット |
| 愛媛県         | 愛媛朝日テレビ（eat）         | テレビ朝日系列 | 第1部 月 - 水曜 23:15 - 23:45 第2部 月 - 水曜 23:45 - 翌0:15          | 同時ネット    | 同時ネット |
| 福岡県         | 九州朝日放送（KBC）           | テレビ朝日系列 | 第1部 月 - 水曜 23:15 - 23:45 第2部 月 - 水曜 23:45 - 翌0:15          | 同時ネット    | 同時ネット |
| 長崎県         | 長崎文化放送（ncc）           | テレビ朝日系列 | 第1部 月 - 水曜 23:15 - 23:45 第2部 月 - 水曜 23:45 - 翌0:15          | 同時ネット    | 同時ネット |
| 熊本県         | 熊本朝日放送（KAB）           | テレビ朝日系列 | 第1部 月 - 水曜 23:15 - 23:45 第2部 月 - 水曜 23:45 - 翌0:15          | 同時ネット    | 同時ネット |
| 大分県         | 大分朝日放送（OAB）           | テレビ朝日系列 | 第1部 月 - 水曜 23:15 - 23:45 第2部 月 - 水曜 23:45 - 翌0:15          | 同時ネット    | 同時ネット |
| 鹿児島県       | 鹿児島放送（KKB）             | テレビ朝日系列 | 第1部 月 - 水曜 23:15 - 23:45 第2部 月 - 水曜 23:45 - 翌0:15          | 同時ネット    | 同時ネット |
| 沖縄県         | 琉球朝日放送（QAB）           | テレビ朝日系列 | 第1部 月 - 水曜 23:15 - 23:45 第2部 月 - 水曜 23:45 - 翌0:15          | 同時ネット    | 同時ネット |
| 近畿広域圏     | 朝日放送テレビ（ABC TV）      | テレビ朝日系列 | 第1部 火 - 木曜 0:30-1:02 第2部 火 - 木曜 1:02-1:32 （月 - 水曜深夜） | 1時間15分遅れ | [ 注 3 ]   |

- 北海道テレビは、自社制作のバラエティ番組『水曜どうでしょう』の新作が放送される場合のみ、テレビ朝日における第3部の枠で放送されている『水曜どうでしょうプレミア』と時間帯を交換している。このため、『水曜どうでしょう』の新作放送期間中の水曜日のみ30分の繰り下げ放送となっている。

### 第3部
| 放送対象地域 | 放送局           | 系列           | 放送日時                      | 備考   |
| ------------ | ---------------- | -------------- | ----------------------------- | ------ |
| 関東広域圏   | テレビ朝日（EX） | テレビ朝日系列 | 火曜 0:15 - 0:45 （月曜深夜） | 制作局 |
| 関東広域圏   | テレビ朝日（EX） | テレビ朝日系列 | 水曜 0:15 - 1:15 （火曜深夜） | 制作局 |
| 関東広域圏   | テレビ朝日（EX） | テレビ朝日系列 | 木曜 0:15 - 1:20 （水曜深夜） | 制作局 |

- ローカルセールス枠のため、系列局においては各番組ごとに放送時間が異なる。詳しくは各番組の項を参考。